# Copa del Rey de fútbol sala 2020-21
La Copa del Rey de fútbol sala 2020-21 es la undécima edición de la Copa del Rey de fútbol sala en España, que organizan conjuntamente la Liga Nacional de fútbol sala y la Real Federación Española de Fútbol. Comenzó el 28 de octubre de 2020. La Copa contó con la participación de 32 equipos entre Primera División, Segunda División y Segunda División "B".

## Primera Eliminatoria
La eliminatoria previa se disputó el 28 de octubre de 2020 a partido único.
| Local                    | Resultado | Visitante              |
| ------------------------ | --------- | ---------------------- |
| Piensos Duran Albense FS | 2–1       | Sala Ourense           |
| FS Silver                | 2–3       | CD El Valle "A"        |
| Tot Cable CFS Futsal Ibi | 2–3       | Nueva Elda F.S.        |
| Sima Granada PFS         | 3–2       | Zambu CFS Pinatar      |
| CDF Zierbena             | 4–2       | Deporcyl - Guardo FS   |
| A.D. San Juan            | 7–2       | C.D.Ibararte           |
| Futsal Aliança Mataró CE | 6–3       | L'Hospitalet Bellsport |
| Club Manresa F.S.        | 4–7       | Sala 5 Martorell F.S.  |
| Gran Canaria Fútbol Sala | 6–1       | Malta 97               |

## Segunda Eliminatoria
La eliminatoria previa se disputó el 11 de noviembre de 2020 a partido único.
| Local                 | Resultado | Visitante                |
| --------------------- | --------- | ------------------------ |
| CD El Valle "A"       | 5–1       | Piensos Duran Albense FS |
| Sima Granada PFS      | 5–1       | C.D. Melistar            |
| C.D. Otxartabe        | 6–4       | CDF Zierbena             |
| Sala 5 Martorell F.S. | 4–2       | Barceloneta Futsal       |

## Tercera Eliminatoria
La Primera Eliminatoria se disputó los días 18 y 19 de noviembre de 2020 entre equipos de Segunda División y Segunda División "B".
| Local                    | Resultado | Visitante                         |
| ------------------------ | --------- | --------------------------------- |
| Family Cash Alzira       | 3–6       | CFS Bisontes Castellón            |
| Full Energia Zaragoza    | 5–3       | Soliss FS Talavera                |
| CD El Valle "A"          | 1–4       | Software Delsol Mengíbar          |
| C.D. Otxartabe           | 2–3       | Desguaces Casquero Atl. Benavente |
| Sala 5 Martorell F.S.    | 6–3       | Ciudad de Móstoles FS             |
| A.D. San Juan            | 1–2       | CD Leganés FS                     |
| Futsal Aliança Mataró CE | 4–3       | Rivas Futsal                      |
| Nueva Elda F.S.          | 5–3       | Elche CF Sala                     |
| Gran Canaria Fútbol Sala | 2–3       | Manzanares FS Quesos El Hidalgo   |
| Leis Pontevedra FS       | 2–6       | Santiago Futsal                   |
| Sima Granada PFS         | 1–2       | Durán El Ejido Futsal             |

## Cuarta Eliminatoria
La Segunda Eliminatoria se disputó los días 25 y 26 de noviembre de 2020 y se incorporan los equipos de la Primera División, menos los dos primeros clasificados de la temporada anterior.
| Local                             | Resultado | Visitante                          |
| --------------------------------- | --------- | ---------------------------------- |
| CFS Bisontes Castellón            | 0–4       | Levante UD FS                      |
| Full Energia Zaragoza             | 2–8       | Futbol Emotion Zaragoza            |
| Noia Portus Apostoli              | 5–1       | O Parrulo Ferrol Ferrol            |
| Software Delsol Mengíbar          | 5–0       | Córdoba Patrimonio de la Humanidad |
| Desguaces Casquero Atl. Benavente | 3–4       | Palma Futsal                       |
| Sala 5 Martorell F.S.             | 4–3       | Peñiscola Globeenergy              |
| CD Leganés FS                     | 2–4       | Viña Albali Valdepeñas             |
| Futsal Aliança Mataró CE          | 3–9       | Industrias Santa Coloma            |
| Nueva Elda F.S.                   | 1–6       | ElPozo Murcia Costa Cálida         |
| Manzanares FS Quesos El Hidalgo   | 2–4       | Jaén Paraiso Interior              |
| Santiago Futsal                   | 2–5       | Pescados Ruben Burela              |
| Durán El Ejido Futsal             | 2–3       | Jimbee Cartagena                   |
| Aspil Jumpers Ribera Navarra      | 2–6       | Osasuna Magna Xota                 |
| BeSoccer CD UMA Antequera         | 3–2       | Real Betis Futsal                  |

## Octavos de final
Los octavos de final se disputaron los días 15 y 16 de diciembre de 2020.
| Local                      | Resultado    | Visitante               |
| -------------------------- | ------------ | ----------------------- |
| Software Delsol Mengíbar   | 0–6          | Movistar Inter          |
| Sala 5 Martorell F.S.      | 3–6          | Industrias Santa Coloma |
| Noia Portus Apostoli       | 1–4          | Viña Albali Valdepeñas  |
| Jaén Paraíso Interior      | 4–2          | Jimbee Cartagena        |
| Levante UD FS              | 3–3 (5:4 p.) | Osasuna Magna Xota      |
| BeSoccer CD UMA Antequera  | 4–3          | Palma Futsal            |
| Barça                      | 3–0          | Pescados Rubén Burela   |
| ElPozo Murcia Costa Cálida | 3–0          | Futbol Emotion Zaragoza |

## Cuartos de final
Los cuartos de final se disputaron el día 9 de febrero de 2021, a excepción del partido entre ElPozo Murcia y la UMA Antequera, que se aplazó al día 18 de marzo de 2021 tras detectarse varios casos de COVID-19 en los equipos participantes.
| Local                      | Resultado    | Visitante                 |
| -------------------------- | ------------ | ------------------------- |
| Industrias Santa Coloma    | 3–1          | Barça                     |
| Movistar Inter             | 6–0          | Jaén Paraíso Interior     |
| Levante UD FS              | 8–1          | Viña Albali Valdepeñas    |
| ElPozo Murcia Costa Cálida | 3–3 (2:1 p.) | BeSoccer CD UMA Antequera |

## Final Four
Los partidos de semifinales y la final se jugaron los días 15 y 16 de mayo en Santa Coloma.
|  | Semifinales                | Semifinales                | Semifinales                |                            |                | Final              | Final              | Final              |  |
|  | 15 de mayo de 2021         | 15 de mayo de 2021         | 15 de mayo de 2021         |                            |                | 16 de mayo de 2021 | 16 de mayo de 2021 | 16 de mayo de 2021 |  |
|  |                            |                            |                            |                            |                |                    |                    |                    |  |
|  |                            |                            |                            |                            |                |                    |                    |                    |  |
|  | Movistar Inter             | Movistar Inter             | 2                          |                            |                |                    |                    |                    |  |
|  | Movistar Inter             | Movistar Inter             | 2                          |                            |                |                    |                    |                    |  |
|  | Industrias Santa Coloma    | Industrias Santa Coloma    | 1                          |                            |                |                    |                    |                    |  |
|  | Industrias Santa Coloma    | Industrias Santa Coloma    | 1                          |                            | Movistar Inter | Movistar Inter     | 5                  |                    |  |
|  |                            |                            |                            |                            | Movistar Inter | Movistar Inter     | 5                  |                    |  |
|  |                            |                            | ElPozo Murcia Costa Cálida | ElPozo Murcia Costa Cálida | 3              |                    |                    |                    |  |
|  | Levante UD FS              | Levante UD FS              | ElPozo Murcia Costa Cálida | ElPozo Murcia Costa Cálida | 3              | 3 (2)              |                    |                    |  |
|  | Levante UD FS              | Levante UD FS              |                            |                            |                | 3 (2)              |                    |                    |  |
|  | ElPozo Murcia Costa Cálida | ElPozo Murcia Costa Cálida | 3 (4)                      |                            |                |                    |                    |                    |  |
|  | ElPozo Murcia Costa Cálida | ElPozo Murcia Costa Cálida | 3 (4)                      |                            |                |                    |                    |                    |  |
|  |                            |                            |                            |                            |                |                    |                    |                    |  |

### Semifinales
Las semifinales se disputaron el día 15 de mayo de 2021 en Santa Coloma.
| Local          | Resultado    | Visitante                  |
| -------------- | ------------ | -------------------------- |
| Movistar Inter | 2–1          | Industrias Santa Coloma    |
| Levante UD FS  | 3–3 (2:4 p.) | ElPozo Murcia Costa Cálida |

### Final
La final se disputó el día 16 de mayo de 2021 en Santa Coloma.
| 16 de mayo de 2021, 20:30 | Movistar Inter                                                  | 5:3 | ElPozo Murcia Costa Cálida                          | Pavelló Nou, Santa Coloma                          |                                                    |
|                           | - Raya 7' - Fer Drasler 15' - Cecilio 18' - Pito 22' - Pola 40' |     | - Rafa Santos 1' - Pol Pacheco 35' - Paradynski 37' | Árbitro(s): Alonso Montesinos Santander Flamarique | Árbitro(s): Alonso Montesinos Santander Flamarique |